# Rosa Duarte
Rosa Protomártir Duarte y Díez (n. Santo Domingo, España colonial, 28 de junio de 1820 - f. Caracas, 26 de octubre de 1888), fue una joven hermana de Juan Pablo Duarte. Aportó a la causa de la independencia dominicana, integrándose y participando activamente en las organizaciones La Trinitaria y La Filantrópica. 

## Biografía
Nació en la ciudad de Santo Domingo, en el barrio Santa Bárbara el  28 de junio de 1820, hija de Juan José Duarte Rodríguez y Manuela Diez Jiménez. Hermana de Vicente Celestino Duarte y de Juan Pablo Duarte, padre de la patria de República Dominicana.
Fue una mujer entregada a la causa patriótica de su hermano Juan Pablo, siendo una activa miembro de la sociedad secreta, político-militar, independentista, denominada La Trinitaria, sus aportes para con la nación dominicana son considerados por el historiador Emilio Rodríguez Demorizi como el "Nuevo Testamento” de la historia dominicana.
Junto a sus amigas, participó en las obras teatrales que se presentaban en el edificio de la Cárcel Vieja, situado al lado del Palacio de Borgellá, frente al Parque Colón, desde las que se creaba conciencia sobre la causa independentista. Con estas obras teatrales reunían recursos con el fin de comprar municiones y cubrir los gastos de la causa independentistas Dominicana. 
En 1845 es condenada al destierro fuera de su patria, deportada junto a su madre y hermanos, abandonando así a su prometido, Tomas de la Concha, quien fue fusilado en 1855 junto a Antonio Duvergé.

## Fallecimiento
El 26 de octubre de 1888 fallece en Caracas Venezuela a causa de disentería. 12 años después de la muerte de su hermano, Juan Pablo Duarte.

## Honores
En su honor una de las principales calles de Santo Domingo lleva su nombre. La calle Rosa Duarte se extiende desde la avenida Bolívar hasta llegar a la avenida 27 de Febrero. Una de las estaciones de la línea 2 del Metro de Santo Domingo lleva el nombre de Rosa Duarte en su honor.